# Paisy-Cosdon
Paisy-Cosdon és un municipi francès situat al departament de l'Aube i a la regió del Gran Est. L'any 2007 tenia 302 habitants.

## Demografia

### Població
El 2007 la població de fet de Paisy-Cosdon era de 302 persones. Hi havia 130 famílies de les quals 36 eren unipersonals (22 homes vivint sols i 14 dones vivint soles), 47 parelles sense fills, 40 parelles amb fills i 7 famílies monoparentals amb fills.
La població ha evolucionat segons el següent gràfic:
Habitants censats

### Habitatges
El 2007 hi havia 178 habitatges, 130 eren l'habitatge principal de la família, 34 eren segones residències i 15 estaven desocupats. 177 eren cases i 1 era un apartament. Dels 130 habitatges principals, 114 estaven ocupats pels seus propietaris, 13 estaven llogats i ocupats pels llogaters i 3 estaven cedits a títol gratuït; 6 tenien dues cambres, 30 en tenien tres, 35 en tenien quatre i 59 en tenien cinc o més. 111 habitatges disposaven pel capbaix d'una plaça de pàrquing. A 59 habitatges hi havia un automòbil i a 60 n'hi havia dos o més.

### Piràmide de població
La piràmide de població per edats i sexe el 2009 era:
| Homes | Edats   | Dones |
| ----- | ------- | ----- |
| 0     | 95 o +  | 0     |
| 0     | 90 a 94 | 0     |
| 0     | 85 a 89 | 0     |
| 4     | 80 a 84 | 4     |
| 8     | 75 a 79 | 4     |
| 8     | 70 a 74 | 8     |
| 16    | 65 a 69 | 8     |
| 0     | 60 a 64 | 12    |
| 4     | 55 a 59 | 12    |
| 4     | 50 a 54 | 4     |
| 16    | 45 a 49 | 8     |
| 12    | 40 a 44 | 8     |
| 8     | 35 a 39 | 16    |
| 4     | 30 a 34 | 8     |
| 4     | 25 a 29 | 0     |
| 8     | 20 a 24 | 4     |
| 8     | 15 a 19 | 4     |
| 16    | 10 a 14 | 4     |
| 12    | 5 a 9   | 4     |
| 8     | 0 a 4   | 0     |

## Economia
El 2007 la població en edat de treballar era de 182 persones, 141 eren actives i 41 eren inactives. De les 141 persones actives 127 estaven ocupades (68 homes i 59 dones) i 13 estaven aturades (7 homes i 6 dones). De les 41 persones inactives 16 estaven jubilades, 11 estaven estudiant i 14 estaven classificades com a «altres inactius».

### Ingressos
El 2009 a Paisy-Cosdon hi havia 140 unitats fiscals que integraven 335 persones, la mediana anual d'ingressos fiscals per persona era de 18.146 €.

### Activitats econòmiques
Dels 12 establiments que hi havia el 2007, 1 era d'una empresa extractiva, 2 d'empreses de fabricació d'altres productes industrials, 4 d'empreses de construcció, 2 d'empreses de comerç i reparació d'automòbils, 1 d'una empresa d'hostatgeria i restauració, 1 d'una empresa immobiliària i 1 d'una entitat de l'administració pública.
Dels 5 establiments de servei als particulars que hi havia el 2009, 1 era un paleta, 2 fusteries, 1 restaurant i 1 agència immobiliària.
L'any 2000 a Paisy-Cosdon hi havia 10 explotacions agrícoles que ocupaven un total de 1.050 hectàrees.

## Poblacions més properes
El següent diagrama mostra les poblacions més properes.